# Мшага
Мшага (рус. Мшага) река је на северозападу европског дела Руске Федерације. Протиче преко преко територија Сољчанског и Шимског рејона на западу Новгородске области. Лева је притока реке Шелоњ у коју се улива 19 km узводно од њеног ушћа у Иљмењ, те део басена реке Неве и Балтичког мора.
Свој ток почиње код места Веретејка на западу Сољчанског рејона, недалеко од границе са Псковском облашћу. Дужина водотока је 106 km, а површина сливног подручја 1.540 km². Прсечна ширина водотока је између 15 и 20 метара. Њене обале су доста ниске и замочварене.
Најважније притоке су Љутењ, Чјорнаја с Крапивенком, Покоска, Хотинка с Лоненком и Киба са леве и Леменка и Мжашка са десне стране.